# ستيف كلارك هال
ستيف كلارك هال (بالإنجليزية: Steve Clark Hall)‏ هو ضابط أمريكي، ولد في 9 نوفمبر 1953 في سان فرانسيسكو في الولايات المتحدة.

## وصلات خارجية
- ستيف كلارك هال على موقع IMDb (الإنجليزية)